# Колібрі рубіновогорлий
Колібрі рубіновогорлий (Archilochus colubris) — вид птахів родини колібрієвих. Це єдиний вид колібрі, що гніздиться на схід від річки Міссісіпі в Північній Америці.
.